# Bugs Bunny Rabbit Rampage
Bugs Bunny Rabbit Rampage (яп. バックス･バニーはちゃめちゃ大冒険 Bakkusu Banī Hachamecha Daibōken), также известная как Bugs Bunny in Rabbit Rampage — видеоигра в жанре платформера, основанная на мультфильмах серии Looney Tunes, в первую очередь — на короткометражном мультфильме 1955 года — Rabbit Rampage. Разработана и выпущена в 1994 году для североамериканского, японского и европейского (в том числе на западе России, СНГ) рынков компанией Sunsoft эксклюзивно для игровой приставки Super Nintendo (SNES).

## Сюжет и геймплей

Кадр из первого уровня игры

Сюжет игры основан на ключевой идее оригинального мультфильма — неизвестный художник (в кадре видны только его инструменты — кисть или ластик), который впоследствии оказывается охотником Элмером Фаддом, рисует мультфильм, главный герой которого - кролик Багз Банни, постоянно попадающий в различные неприятности. Аналогичным образом в игре Bugs Bunny Rabbit Rampage каждый уровень начинается с пустого белого экрана, на котором художник кистью рисует стартовый экран уровня.
Геймплей игры похож на геймплей других представителей 16-битных платформеров, таких как Aladdin, Tom and Jerry и Ardy Lightfoot. Уровни игры оформлены в стиле мультфильмов Looney Tunes, из них же взяты большинство персонажей — Чип и Дейл, Йоземит Сэм, Тасманский дьявол, Дональд Дак и другие. Игрок, управляя Багзом Банни, ходит по красочным уровням, сражается с врагами и собирает бонусные предметы. Против многочисленных врагов Багз может использовать несколько приёмов — пинок лапой, бросок торта, бросок динамита и другие.
Всего игра состоит из десяти уровней: 1.1, 2.1, 400, 1.3, 2001, 9.1, {\displaystyle {\sqrt[{3}]{X}}\div (^{Y}\!\!/\!_{C}-Z^{-10})}, 42.3793⁄8, 13 и «Is this trip really necessary?». В конце некоторых из них игроку предстоит встреча с боссом — особенно сильным противником, а третий, шестой и десятый (последний) уровни состоят только из сражений с боссом.

## Критика
В большинстве рецензий, составленных как игровыми журналами того периода, так и современными тематическими веб-сайтами, игра получила высокие оценки. По версии веб-сайта MobyGames средняя оценка игры составляет 77/100, а по мнению интернет-портала GameFAQs — 7,6/10. В каталоге сайта TopTen Reviews игра заняла 158 место из 981 среди игр SNES, 36-е из 127 — среди платформеров и 46-е из 260 — среди игр 1994 года.

### Рецензии
В журналах
- Американский журнал GamePro за март 1994 года поставил Bugs Bunny Rabbit Rampage максимальную оценку 5/5, назвав игру замечательным дополнением к любой коллекции игр SNES: «только душевнобольной человек пропустит эту игру»[7].
- Британский журнал первой половины 1990-х годов — Total![англ.], оценил Bugs Bunny Rabbit Rampage в июньском номере 1994 года в 75 баллов из 100, назвав её забавной, несложной игрой с небольшими недостатками геймплея, для игроков младшего возраста[7].
- Точно такую же оценку — 75/100 игра получила в марте 1994 года в американском журнале Game Players[англ.], рецензент которого назвал недостатками игры некоторые технические недоработки и слабые звуковые эффекты[7].
- Другой американский журнал — Electronic Gaming Monthly поставил в феврале 1994 года Bugs Bunny Rabbit Rampage 6,8 баллов из 10. По мнению журнала сначала игра может показаться не очень интересной, однако, она начинает захватывать по мере прохождения. Как и во многих других отзывах, в минус был поставлен несколько неудачный игровой процесс[7].

На веб-сайтах
- Коммерческая информационная база данных компьютерных игр для различных платформ Allgame, оценила приключения Багза Банни в 3,5/5, в том числе — по 3/5 за геймплей и фактор повторного прохождения (англ. Replay Value), 3,5/5 за прилагаемую к игре документацию, 4/5 за музыку и звук и 5/5 за графику. Графическое оформление Bugs Bunny Rabbit Rampage было названо замечательным и настолько близким к мультфильмам, насколько это вообще может быть возможным — мультипликация очень плавная, а мелкие детали хорошо прорисованы. Превосходной была названа и музыка в игре, высокую оценку получило разнообразие уровней, так, что для прохождения каждого из них необходима своя стратегия. Крупным, позорящим игру недостатком было названо неудачное управление, портящее всё впечатление[8].
- На немецкоязычном веб-сайте neXGam.de Bugs Bunny Rabbit Rampage получила оценку 6,2/10. В рецензии были высоко оценены многие аспекты игры — прекрасная графика и анимация, разнообразие игрового процесса и качественное музыкальное сопровождение. Серьёзным минусом рецензент neXGam.de назвал отсутствие системы кодов, что естественно повышает сложность игры, так как её необходимо проходить за одну попытку[9].

## Создатели
- Пол Хеллиер (англ. Paul Hellier) — программист и один из дизайнеров игры[4][10]. Принимал участие в создании более чем 65 игр, в том числе, таких известных, как: Nuclear Strike для Nintendo 64 (1997 год), Sid Meier’s Civilization III: Play the World (2002 год), Test Drive: Eve of Destruction (PlayStation 2 и Xbox — 2004 год), Sid Meier’s Pirates! (2004 год), The Matrix: Path of Neo для PlayStation 2 и Windows (2005 год) и Act of War: Direct Action (Windows — 2005 год).
- Музыкальное оформление игры было создано компанией Nu Romantic Productions[10], создавшая с 1989 года по момент закрытия в 1994 году музыку к около 60 компьютерным играм[11]. Самые популярные из них: Kid Chameleon[англ.] (Genesis — 1992 год), Pink Goes to Hollywood (Genesis — 1993 год), Earthworm Jim (SNES — 1994 год), Cadillacs and Dinosaurs: The Second Cataclysm[англ.] (DOS и Sega CD — 1994 год) и X-Men 2: Clone Wars (Genesis — 1995 год)[12].
- Компания Sunsoft в разные годы выпустила целый ряд видеоигр, основанных на мультфильмах Looney Tunes, в том числе: Looney Tunes[англ.] (Game Boy — 1992 год, Game Boy Color — 1999 год), Road Runner’s Death Valley Rally[англ.] (SNES, 1992 год), Daffy Duck: The Marvin Missions[англ.] (SNES — 1993 год, Game Boy — 1994 год), Looney Tunes B-Ball[англ.] (SNES — 1995 год), Porky Pig’s Haunted Holiday[англ.] (SNES — 1995 год) и Daffy Duck: Fowl Play[англ.] (Game Boy Color — 1999 год)[13].